# Rosa Rosario Muñoz
Rosa Rosario Muñoz (San José de Jáchal, 6 de noviembre de 1950) es una docente y política argentina de Chubut Somos Todos, que se desempeñó como diputada nacional por la provincia del Chubut entre 2017 y 2021. Fue diputada provincial entre 2003 y 2011.

## Biografía
Nacida en San José de Jáchal (provincia de San Juan) en 1950, se radicó en Trelew (Chubut) donde se desempeñó como docente y directora de escuela primaria entre 1991 y 2003. Entre 1995 y 1999 fue concejala de Trelew.
En las elecciones provinciales de 2003, fue elegida a la Legislatura de la Provincia del Chubut, siendo reelegida en 2007, finalizando su mandato en 2011. En ese último período, fue presidenta del Parlamento Patagónico e integrante del Comité Ejecutivo de la Confederación Parlamentaria de América entre 2008 y 2010. En el ámbito partidario, fue congresal nacional del Partido Justicialista, pasando más tarde a adherir a la fuerza provincial Chubut Somos Todos.
En las elecciones legislativas de 2017, fue candidata a diputada nacional por la provincia del Chubut, ocupando el segundo lugar de la lista de Frente Chubut para Todos, alianza provincial entre el Partido de la Cultura, la Educación y el Trabajo, el Movimiento Polo Social, el Partido Acción Chubutense y Chubut Somos Todos. La lista obtuvo el 33,21%, siendo elegido solo el primer candidato, el entonces vicegobernador Mariano Arcioni. Con el fallecimiento del entonces gobernador Mario Das Neves, Arcioni lo reemplazó en el cargo y Muñoz asumió la banca en la Cámara de Diputados.
Integró un bloque propio, sumándose después al bloque del Frente Renovador de Sergio Massa. Desde 2019 integra el bloque del Frente de Todos. Se desempeña como secretaria de la comisión de Ciencia, Tecnología e Innovación Productiva e integra como vocal las comisiones de Educación; de Familias, Niñez y Juventudes; del Mercosur; de Minería; de Prevención de Acciones y Control del Narcotráfico; y de Recursos Naturales y Conservación del Ambiente Humano.
Se ausentó en la votación de la reforma previsional de 2017; previamente había denunciado que recibió «presiones» del gobierno de Mauricio Macri para dar quórum en dicha sesión, a través de un mensaje recibido por el gobernador Arcioni. Se opuso a la legalización del aborto en Argentina, votando en contra de los dos proyectos de ley de interrupción voluntaria del embarazo que fueron debatidos por el Congreso en 2018 y 2020.
En las elecciones primarias de 2021 fue precandidata al Senado de la Nación en la lista de «Chubut Primero», encabezada por el ministro de Seguridad provincial Federico Massoni.